# Roxenisse
Roxenisse est une ancienne commune néerlandaise de la province de la Hollande-Méridionale, située sur l'île de Goeree-Overflakkee.
La commune était située au nord-ouest du bourg de Melissant, et elle était uniquement composée du polder du même nom. De 1812 à 1817, Roxenisse a été rattaché à la commune de Dirksland. Sa suppression définitive a lieu le 19 août 1857, quand la commune est rattachée à Melissant, en même temps que celle d'Onwaard. De nos jours, le territoire de cette ancienne commune est inclus dans la commune de Dirksland.
En 1840, la commune comptait 6 maisons et 73 habitants.